# Premi e riconoscimenti di Psy
Questa è una lista dei premi e dei riconoscimenti ricevuti da Psy, rapper, cantautore e produttore discografico sudcoreano.

## Cerimonie di premiazione
4 Music Video Honours
| Anno | Ricevente       | Premio     | Risultato   |
| ---- | --------------- | ---------- | ----------- |
| 2012 | "Gangnam Style" | Best video | Candidato/a |

American Music Award
| Anno | Ricevente       | Premio          | Risultato       |
| ---- | --------------- | --------------- | --------------- |
| 2012 | "Gangnam Style" | New Media Award | Vincitore/trice |

Capricho Awards
| Anno | Ricevente       | Premio                  | Risultato       |
| ---- | --------------- | ----------------------- | --------------- |
| 2012 | "Gangnam Style" | Viral Video of the Year | Vincitore/trice |

CICI Korea Awards
| Anno | Ricevente | Premio           | Risultato       |
| ---- | --------- | ---------------- | --------------- |
| 2015 | Psy       | Star of the Year | Vincitore/trice |

Cyworld Digital Music Awards
| Anno | Ricevente       | Premio                   | Risultato       |
| ---- | --------------- | ------------------------ | --------------- |
| 2012 | "Gangnam Style" | Song of the Month (July) | Vincitore/trice |

Gaon Chart Music Awards
| Anno | Ricevente          | Premio                               | Risultato       |
| ---- | ------------------ | ------------------------------------ | --------------- |
| 2013 | "Gangnam Style"    | Artist of the Year – Song (August)   | Vincitore/trice |
| 2014 | "Gentleman"        | Artist of the Year – Song (April)    | Vincitore/trice |
| 2016 | "Daddy" (feat. CL) | Artist of the Year – Song (December) | Vincitore/trice |
| 2016 | Psy                | Popular Singer of the Year           | Candidato/a     |
| 2018 | "I Luv It"         | Artist of the Year – Song (May)      | Vincitore/trice |
| 2018 | "New Face"         | Artist of the Year – Song (May)      | Candidato/a     |

Golden Disc Awards
| Anno | Ricevente       | Premio                        | Risultato       | Fonti |
| ---- | --------------- | ----------------------------- | --------------- | ----- |
| 2013 | "Gangnam Style" | Digital Daesang (Grand Prize) | Vincitore/trice | [ 8 ] |
| 2013 | "Gangnam Style" | Digital Bonsang               | Vincitore/trice | [ 8 ] |
| 2014 | "Gentleman"     | Digital Daesang (Grand Prize) | Vincitore/trice |       |
| 2014 | "Gentleman"     | Digital Bonsang               | Vincitore/trice |       |

Hall of Game Awards
| Anno | Ricevente       | Premio          | Risultato       |
| ---- | --------------- | --------------- | --------------- |
| 2013 | "Gangnam Style" | Amped up Anthem | Vincitore/trice |

Korean Music Awards
| Anno | Ricevente       | Premio               | Risultato       |
| ---- | --------------- | -------------------- | --------------- |
| 2013 | "Gangnam Style" | Musician of the Year | Vincitore/trice |
| 2013 | "Gangnam Style" | Song of the Year     | Vincitore/trice |

Melon Music Awards
| Anno | Ricevente       | Premio               | Risultato       |
| ---- | --------------- | -------------------- | --------------- |
| 2010 | "Right Now"     | Best Performance     | Vincitore/trice |
| 2012 | "Gangnam Style" | Top 10 Artists       | Vincitore/trice |
| 2012 | "Gangnam Style" | Music Video Award    | Vincitore/trice |
| 2012 | "Gangnam Style" | Global Artist Award  | Vincitore/trice |
| 2012 | "Gangnam Style" | T-Store Best Song    | Vincitore/trice |
| 2013 | "Gentleman"     | Global Artist Award  | Vincitore/trice |
| 2013 | "Gentleman"     | Hot Trend Award      | Candidato/a     |
| 2017 | Psy             | Top 10 Artists       | Candidato/a     |
| 2017 | Psy             | Kakao Hot Star Award | Candidato/a     |
| 2017 | Psy             | Artist of the Year   | Candidato/a     |
| 2017 | 4X2=8           | Album of the Year    | Candidato/a     |

Mnet Asian Music Awards
| Anno | Ricevente                    | Premio                             | Risultato       | Fonti                |
| ---- | ---------------------------- | ---------------------------------- | --------------- | -------------------- |
| 2001 | "Bird"                       | Best New Male Artist               | Candidato/a     | [ 10 ]               |
| 2005 | "Delight"                    | Best Video Performer               | Vincitore/trice | [ 11 ]               |
| 2006 | "Entertainer"                | Best Music Video                   | Vincitore/trice | [ 12 ] [ 13 ]        |
| 2006 | "Entertainer"                | Best Male Artist                   | Candidato/a     | [ 12 ] [ 13 ]        |
| 2010 | "Cinderella" di Seo In-young | Producer award                     | Vincitore/trice |                      |
| 2010 | "Right Now"                  | Best Male Solo Artist              | Candidato/a     | [ 14 ]               |
| 2012 | "Gangnam Style"              | Best Male Artist                   | Candidato/a     | [ 15 ] [ 16 ] [ 17 ] |
| 2012 | "Gangnam Style"              | Song of the Year                   | Vincitore/trice | [ 15 ] [ 16 ] [ 17 ] |
| 2012 | "Gangnam Style"              | Artist of the Year                 | Candidato/a     | [ 15 ] [ 16 ] [ 17 ] |
| 2012 | "Gangnam Style"              | Best Music Video                   | Vincitore/trice | [ 15 ] [ 16 ] [ 17 ] |
| 2012 | "Gangnam Style"              | Favorite International Artist      | Vincitore/trice | [ 15 ] [ 16 ] [ 17 ] |
| 2012 | "Gangnam Style"              | Best Dance Performance             | Vincitore/trice | [ 15 ] [ 16 ] [ 17 ] |
| 2013 | "Gentleman"                  | Best Male Artist                   | Candidato/a     |                      |
| 2013 | "Gentleman"                  | Best Dance Performance – Male Solo | Candidato/a     |                      |
| 2013 | "Gentleman"                  | Best Music Video                   | Candidato/a     |                      |
| 2013 | "Gentleman"                  | Artist of the Year                 | Candidato/a     |                      |
| 2013 | "Gentleman"                  | Song of the Year                   | Candidato/a     |                      |
| 2017 | Psy                          | Best Male Artist                   | Candidato/a     |                      |
| 2017 | "New Face"                   | Best Dance Performance – Male Solo | Candidato/a     |                      |
| 2017 | "New Face"                   | Song of the Year                   | Candidato/a     |                      |

MTV Europe Music Awards
| Anno | Ricevente       | Premio     | Risultato       |
| ---- | --------------- | ---------- | --------------- |
| 2012 | "Gangnam Style" | Best Video | Vincitore/trice |

Nickelodeon Kids Choice Awards
| Anno | Ricevente       | Premio        | Risultato   |
| ---- | --------------- | ------------- | ----------- |
| 2013 | "Gangnam Style" | Favorite Song | Candidato/a |

Nickelodeon Korea Kids Choice Awards
| Anno | Ricevente | Premio               | Risultato       |
| ---- | --------- | -------------------- | --------------- |
| 2013 | Psy       | Favorite Male Singer | Vincitore/trice |

NME Awards
| Anno | Ricevente       | Premio                 | Risultato   |
| ---- | --------------- | ---------------------- | ----------- |
| 2013 | "Gangnam Style" | Best Dancefloor Anthem | Candidato/a |
| 2013 | Psy             | Villain of the Year    | Candidato/a |

NRJ Music Awards
| Anno | Ricevente       | Premio                                 | Risultato       |
| ---- | --------------- | -------------------------------------- | --------------- |
| 2013 | Psy             | NRJ Award of Honor                     | Vincitore/trice |
| 2013 | Psy             | International Breakthrough of the Year | Candidato/a     |
| 2013 | "Gangnam Style" | International Song of the Year         | Vincitore/trice |
| 2013 | "Gangnam Style" | Video of the Year                      | Vincitore/trice |

People's Choice Awards
| Anno | Ricevente       | Premio                | Risultato   |
| ---- | --------------- | --------------------- | ----------- |
| 2013 | "Gangnam Style" | Favourite Music Video | Candidato/a |

SBS MTV Best of the Best
| Anno | Ricevente | Premio             | Risultato   |
| ---- | --------- | ------------------ | ----------- |
| 2013 | Psy       | Artist of the Year | Candidato/a |
| 2013 | Psy       | Best Male Solo     | Candidato/a |

Seoul Music Award
| Anno | Ricevente       | Premio             | Risultato       |
| ---- | --------------- | ------------------ | --------------- |
| 2010 |                 | Best Performance   | Vincitore/trice |
| 2011 | Psy Five        | Record of the Year | Vincitore/trice |
| 2012 | "Gangnam Style" | Daesang Award      | Vincitore/trice |

Style Icon Awards
| Anno | Ricevente | Premio                 | Risultato   |
| ---- | --------- | ---------------------- | ----------- |
| 2012 | Psy       | Style Icon of the Year | Candidato/a |

World Music Awards
| Anno | Ricevente                          | Premio                                      | Risultato       |
| ---- | ---------------------------------- | ------------------------------------------- | --------------- |
| 2014 | "Gangnam Style"                    | World's Best Video                          | Candidato/a     |
| 2014 | "Gangnam Style" (Remix with Hyuna) | World's Best Video                          | Candidato/a     |
| 2014 | "Gangnam Style"                    | World's Best Song                           | Vincitore/trice |
| 2014 | Psy                                | World's Best Male Artist                    | Candidato/a     |
| 2014 | Psy                                | World's Best Live Act                       | Candidato/a     |
| 2014 | Psy                                | World's Best Artist Entertainer of The Year | Candidato/a     |

## Altri premi
| Anno | Premio                 | Risultato       |
| ---- | ---------------------- | --------------- |
| 2009 | Military Grand Award   | Vincitore/trice |
| 2011 | Plaque of Appreciation | Vincitore/trice |
| 2011 | Songwriter Award       | Vincitore/trice |
| 2011 | Composition Award      | Vincitore/trice |